# Cibangkong, Jawa Tengah
Cibangkong är en administrativ by i Indonesien.   Den ligger i kabupatenet Kabupaten Banyumas och provinsen Jawa Tengah, i den västra delen av landet, 280 km sydost om huvudstaden Jakarta.